# ТЕС Кассіно
ТЕС Кассіно — теплова електростанція у центральній частині Італії у регіоні Лаціо, провінція Фрозіноне. Споруджена з використанням технології комбінованого парогазового циклу.
Введена в експлуатацію у 1997 році, станція мала два енергоблоки потужністю по 50 МВт. У кожному з них була встановлена одна газова турбіна, яка через котел-утилізатор живила одну парову турбіну. Окрім виробництва електроенергії станція постачала пару для сусіднього заводу Fiat.
Наявні на інтерактивних картах зображення ТЕС показують, що одна з двох газових турбін та її димар були демонтовані в період між серпнем 2014-го та квітнем 2015-го.
Як паливо ТЕС використовує природний газ.